# Phyllophaga hondura
Phyllophaga hondura är en skalbaggsart som beskrevs av Saylor 1943. Phyllophaga hondura ingår i släktet Phyllophaga och familjen Melolonthidae. Inga underarter finns listade i Catalogue of Life.